# Richard Conte
Richard Conte, pseudonimo di Nicholas Peter Conte (Jersey City, 24 marzo 1910 – Los Angeles, 15 aprile 1975), è stato un attore statunitense noto soprattutto per i ruoli noir a cavallo fra gli anni 40 e 50 e per l'interpretazione del boss Emilio Barrese ne Il padrino (1972).

## Biografia

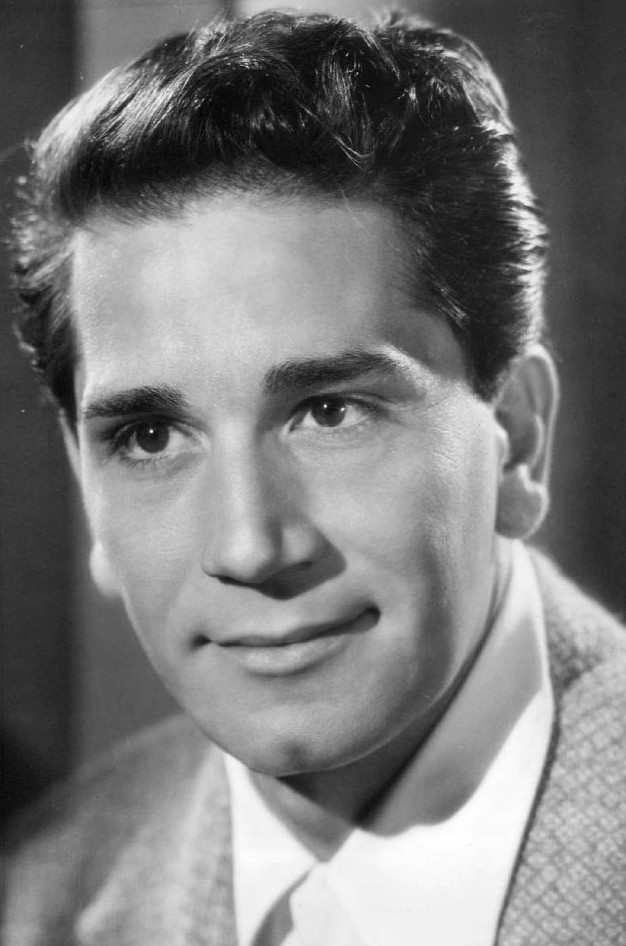
Richard Conte nel 1945

Figlio del barbiere Pasquale Conte, originario di Palomonte (SA), e di Giulia Fina, anche lei di origini italiane, in gioventù svolse numerosi lavori (tra cui il camionista, il commesso a Wall Street, il cantante) prima di diventare attore professionista. Trasferitosi a New York, nel 1935 venne scoperto da Elia Kazan e John Garfield, rispettivamente regista e attore della compagnia teatrale New York City's Group Theatre. L'aiuto di Kazan permise a Conte di distinguersi come attore presso la Neighborhood Playhouse, dove ottenne una borsa di studio; successivamente fece il suo debutto a Broadway in "Moon Over Mulberry Street" (1939) e partecipò a molte rappresentazioni, tra cui Walk Into My Parlor. Accreditato come Nicholas Conte, debuttò al cinema con Heaven with a Barbed Wire Fence (1939), pellicola che vide anche l'esordio di Glenn Ford.
La sua carriera decollò negli anni della seconda guerra mondiale, periodo in cui molti attori erano stati reclutati e prestavano servizio militare. Nel 1942 firmò un contratto con la 20th Century Fox (che, paradossalmente, lo lanciò con l'appellativo di "nuovo John Garfield", l'attore che l'aveva scoperto). Al suo debutto con la Fox, cominciò a recitare col nome di Richard Conte e si specializzò in ruoli di soldato in film di guerra, anche se fu grazie al genere noir che ottenne la sua definitiva consacrazione. Tra gli anni quaranta e cinquanta alternò interpretazioni in film minori alternate a grandi produzioni, sempre comunque orientate verso ruoli noir e di gangster, in cui il suo volto severo e il suo fisico prestante lo ponevano al centro della scena, anche in ruoli da comprimario.
Tra le sue numerose interpretazioni, quelle dell'antagonista di James Stewart in Chiamate Nord 777 (1948), e di Victor Mature in L'urlo della città (1948); il camionista vendicativo in I corsari della strada (1949), il giornalista Casey Mayo in Gardenia blu (1953) di Fritz Lang. Una delle sue interpretazioni più famose è quella di Emilio Barrese, rivale di Don Vito Corleone ne Il padrino (1972). In un primo momento la Paramount lo aveva addirittura preso in considerazione, assieme a Laurence Olivier, per il ruolo da protagonista, che andò in seguito a Marlon Brando. Conte continuò ad apparire in ruoli di gangster per molte produzioni europee (in particolare in Italia), divenendo negli anni della maturità uno dei volti più richiesti per ruoli da caratterista in film polizieschi, tra cui Il boss (1973), con Henry Silva, Anastasia mio fratello (1973), con Alberto Sordi, L'onorata famiglia - Uccidere è cosa nostra, con Edmund Purdom e uno dei suoi ultimi film, Roma violenta (1975), con Maurizio Merli.
Fu attivo anche sul piccolo schermo, dalla fine degli anni cinquanta (Ai confini della realtà, Alfred Hitchcock presenta, tra le serie televisive in cui apparve). Negli anni sessanta la sua carriera ebbe una svolta, grazie alle produzioni europee a cui iniziò a partecipare, una fra tutte Operazione Aquila (1969), girato in Jugoslavia, in co-produzione con gli USA.

## Vita privata
Conte fu sposato due volte: la prima con Ruth Storey (1943-1962) con la quale ebbe il figlio Mark, la seconda con Shirlee Garner (1973-1975). Morì per un attacco di cuore nell'aprile del 1975.

## Filmografia parziale

### Cinema

Richard Conte in Tony Arzenta (Big Guns) (1973)

- Heaven with a Barbed Wire Fence, regia di Ricardo Cortez (1939)
- Guadalcanal (Guadalcanal Diary), regia di Lewis Seiler (1943)
- Prigionieri di Satana (The Purple Heart), regia di Lewis Milestone (1944)
- Capitano Eddie (Captain Eddie), regia di Lloyd Bacon (1945)
- Una campana per Adano (A Bell for Adano), regia di Henry King (1945)
- Salerno, ora X (A Walk in the Sun), regia di Lewis Milestone (1945)
- Il bandito senza nome (Somewhere in the Night), regia di Joseph L. Mankiewicz (1946)
- Il 13 non risponde (13 Rue Madeleine), regia di Henry Hathaway (1947)
- Orchidea bianca (The Other Love), regia di André De Toth (1947)
- Chiamate Nord 777 (Call Northside 777), regia di Henry Hathaway (1948)
- L'urlo della città (Cry of the City), regia di Robert Siodmak (1948)
- Jack il bucaniere (Big Jack), regia di Richard Thorpe (1949)
- Amaro destino (House of Strangers), regia di Joseph L. Mankiewicz (1949)
- I corsari della strada (Thieves' Highway), regia di Jules Dassin (1949)
- Il segreto di una donna (Whirlpool), regia di Otto Preminger (1949)
- Mentre la città dorme (The Sleeping City), regia di George Sherman (1950)
- I due forzati (Under the Gun), regia di Ted Tetzlaff (1951)
- I misteri di Hollywood (Hollywood Story), regia di William Castle (1951)
- La donna del porto (The Raging Tide), regia di George Sherman (1951)
- La grande sparatoria (The Raiders), regia di Lesley Selander (1952)
- Gardenia blu (The Blue Gardenia), regia di Fritz Lang (1953)
- La legione del Sahara (Desert Legion), regia di Joseph Pevney (1953)
- Gli schiavi di Babilonia (Slaves of Babylon), regia di William Castle (1953)
- FBI operazione Las Vegas (Highway Dragnet), regia di Nathan Juran (1954)
- La polizia bussa alla porta (The Big Combo), regia di Joseph H. Lewis (1955)
- Anonima delitti (New York Confidential), regia di Russell Rouse (1955)
- Missione pericolosa (Little Red Monkey), regia di Ken Hughes (1955)
- La moschea nel deserto (Bengazi), regia di John Brahm (1955)
- Ombre gialle (Target Zero), regia di Harmon Jones (1955)
- Piangerò domani (I'll Cry Tomorrow), regia di Daniel Mann (1955)
- Piena di vita (Full of Life), regia di Richard Quine (1956)
- I fratelli Rico (The Brothers Rico), regia di Phil Karlson (1957)
- La diga sul Pacifico (This Angry Age), regia di René Clément (1957)
- Cordura (They Came to Cordura), regia di Robert Rossen (1959)
- Colpo grosso (Ocean's Eleven), regia di Lewis Milestone (1960)
- Le 5 mogli dello scapolo (Who's Been Sleeping in My Bed?), regia di Daniel Mann (1963)
- Il circo e la sua grande avventura (Circus World), regia di Henry Hathaway (1964)
- La più grande storia mai raccontata (The Greatest Story Ever Told), regia di George Stevens (1965)
- U-112 assalto al Queen Mary (Assault on a Queen), regia di Jack Donohue (1966)
- Intrighi al Grand Hotel (Hotel), regia di Richard Quine (1967)
- L'investigatore (Tony Rome), regia di Gordon Douglas (1967)
- Sentenza di morte, regia di Mario Lanfranchi (1968)
- Operazione Aquila (Operation Cross Eagles), regia di Richard Conte (1968)
- La signora nel cemento (Lady in Cement), regia di Gordon Douglas (1968)
- Il padrino (The Godfather), regia di Francis Ford Coppola (1972)
- Il boss, regia di Fernando Di Leo (1973)
- Piazza pulita, regia di Luigi Vanzi (1973)
- Anastasia mio fratello, regia di Steno (1973)
- Tony Arzenta - Big Guns, regia di Duccio Tessari (1973)
- Milano trema: la polizia vuole giustizia, regia di Sergio Martino (1973)
- Anna, quel particolare piacere, regia di Giuliano Carnimeo (1973)
- L'onorata famiglia - Uccidere è cosa nostra, regia di Tonino Ricci (1973)
- Il poliziotto è marcio, regia di Fernando Di Leo (1974)
- Malocchio, regia di Mario Siciliano (1975)
- Perversione (La encadenada), regia di Manuel Mur Oti (1975)
- Roma violenta, regia di Franco Martinelli (1975)
- Un urlo dalle tenebre, regia di Angelo Pannacciò (1975)

### Televisione
- General Electric Theater – serie TV, episodio 2x13 (1953)
- The 20th Century-Fox Hour – serie TV, episodi 1x16-2x08 (1956-1957)
- Ai confini della realtà (The Twilight Zone) – serie TV, episodio 1x09 (1959)
- Scacco matto (Checkmate) – serie TV, episodi 1x10-2x19 (1960-1962)
- Alfred Hitchcock presenta (Alfred Hitchcock Presents) – serie TV, episodio 7x08 (1961)
- Bus Stop – serie TV, episodio 1x16 (1962)
- Going My Way – serie TV, episodio 1x13 (1962)
- Indirizzo permanente (77 Sunset Strip) – serie TV, 5 episodi (1963)
- Sotto accusa (Arrest and Trial) – serie TV, episodio 1x26 (1964)
- Il reporter (The Reporter) – serie TV, episodio 1x02 (1964)
- The Danny Thomas Hour – serie TV, episodio 1x07 (1967)

## Riconoscimenti
- Laurel Awards
  - 1960 – Candidatura (5º posto) alla miglior performance in una scena d'azione per Cordura

## Doppiatori italiani
Nelle versioni in italiano delle opere in cui ha recitato, Richard Conte è stato doppiato da:
- Gualtiero De Angelis in Capitano Eddie, Una campana per Adano, Salerno, ora X, Il bandito senza nome, Il 13 non risponde, Orchidea bianca, L'urlo della città, Jack il bucaniere, I corsari della strada, Il segreto di una donna, Mentre la città dorme, I due forzati, I misteri di Hollywood, La donna del porto, La grande sparatoria, Gardenia blu, La legione del Sahara, FBI operazione Las Vegas, La polizia bussa alla porta, La moschea del deserto, Ombre gialle, Piangerò domani, Piena di vita, I fratelli Rico, Cordura
- Nando Gazzolo in Le 5 mogli dello scapolo, Anna, quel particolare piacere
- Pino Locchi in Sentenza di morte, Piazza pulita
- Antonio Guidi in Il boss, Roma violenta
- Nerio Bernardi in Prigionieri di Satana
- Mario Pisu in Chiamate Nord 777
- Emilio Cigoli in La diga sul Pacifico
- Bruno Persa in Colpo grosso
- Luigi Vannucchi in L'investigatore
- Pino Colizzi in La signora nel cemento
- Mariano Rigillo in Il padrino
- Sergio Rossi in Anastasia mio fratello
- Renato Turi in Tony Arzenta - Big Guns
- Luciano De Ambrosis in Milano trema: la polizia vuole giustizia
- Arturo Dominici in L'onorata famiglia - Uccidere è cosa nostra
- Giorgio Piazza in Il poliziotto è marcio
- Dario De Grassi in U-112 assalto alla Queen Mary (ridoppiaggio)[3]
- Sergio Di Stefano in Il padrino (ridoppiaggio)